# Rectoria de Sant Llorenç d'Hortons
La Rectoria de Sant Llorenç d'Hortons és un edifici de Sant Llorenç d'Hortons (Alt Penedès) situat al final del passeig de la Rectoria, adossat a l'església de Sant Llorenç d'Hortons. Està catalogat com a Bé cultural d'interès local.

## Descripció
En un moment indeterminat anterior al segle XIII, el primer edifici de la rectoria es va construir de manera aïllada al costat oest de l'església romànica. Amb el pas del temps i com a conseqüència de successives ampliacions, la casa acaba adossant-se al mur oest de l'església. Actualment, és un edifici de planta quadrangular, compost de planta baixa, pis i golfes, la façana principal està orientada al sud on hi ha un portal d'arc rodó, un rellotge de sol i una galeria superior amb arcades. Una passejada per l'interior de la rectoria permet veure algunes restes de l'antiga església romànica, ja que s'ha restaurat perquè siguin visibles.

## Història
El primer document on surt referenciada l'església data de l'any 945, en l'acta de fundació del monestir de Santa Cecília de Montserrat, on Riquilda, comtessa de Barcelona i esposa del comte Sunyer, llega a aquest cenobi l'església de Sant Llorenç d'Hortons, situada al terme de Gelida, amb el seu cementiri i sagrera. El monestir montserratí posseïa altres alous a Hortons, com el de Sorba, donat pel monjo Geldemir l'any 978. En un plet entre el senyor Umbert de Gelida i els habitants de l'alou de Sorba, es denuncià que Umbert obligava l'església de Sant Llorenç d'Hortons a lliurar-li una lliura de cera. Es va dictaminar que a partir d'aquell dia la cera havia de ser donada al monestir de Santa Cecília per la seva festivitat. L'actual església i l'ampliació de la rectoria responen a unes reformes del segle XIX.

## Rellotge de sol de la rectoria

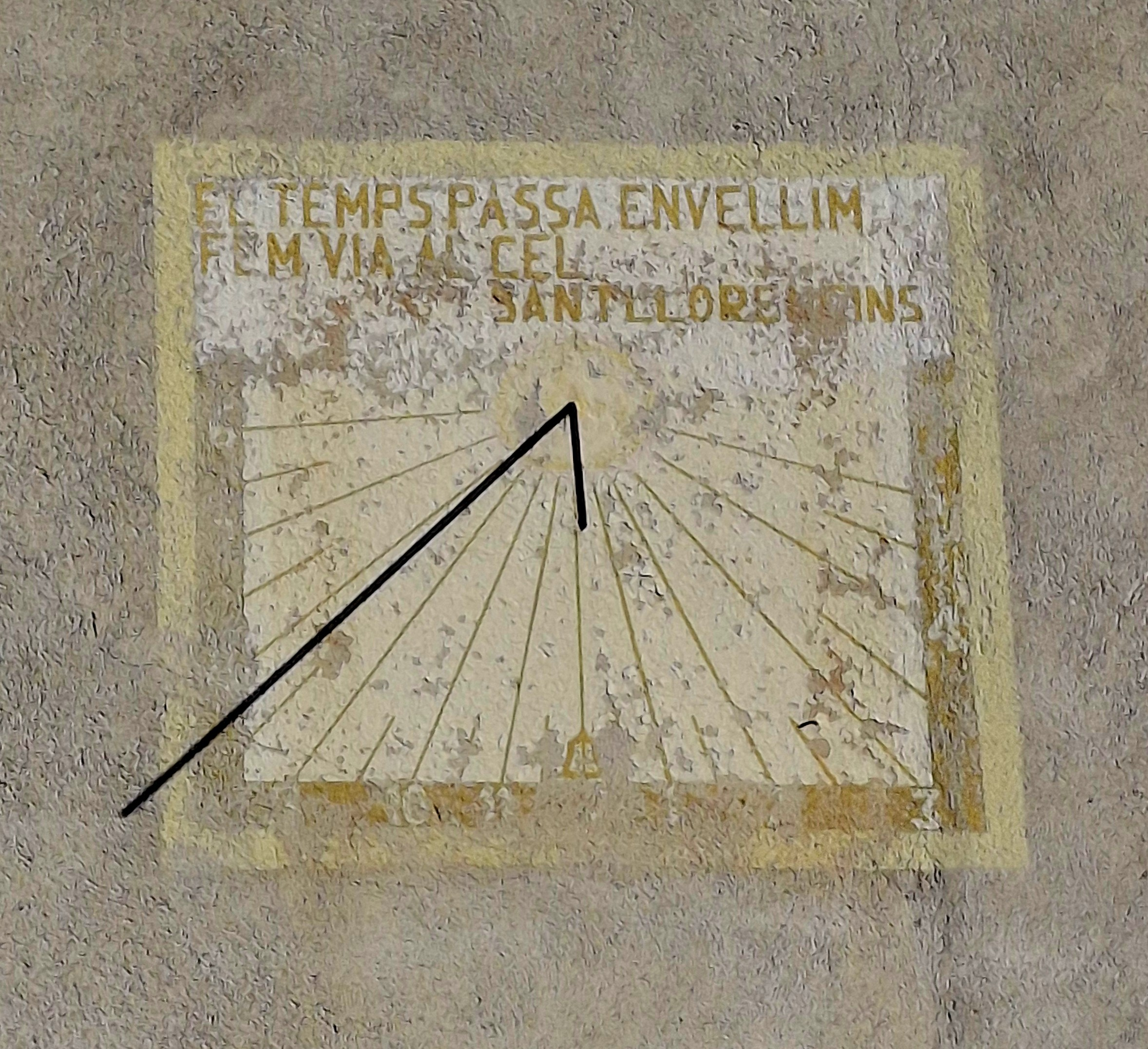
Detall del rellotge de sol

A la façana sud-est de la rectoria hi ha un rellotge de sol. És del tipus vertical i superfície rectangular, declinant i policromat. Es troba pintat directament sobre l'arrebossat de la façana. Alterna els color rosa pàl·lid amb el color blanc i varies tonalitats d'ocres. Les xifres representades són aràbigues. Estan repartides de la següent manera: les dotze del migdia al centre. La seva línia horària té dibuixada una campana, representat l'hora de l'Àngelus. A la dreta, de la 1 a les 5. A l'esquerra, de les 11 fins a les 6. Les xifres estan pintades de color blanc i es troben emmarcades en una franja rectangular de 5 cm d'amplada.
El gnòmon de vareta és de ferro, de secció circular i arrenca d'un cercle pintat de color rosa molt pàl·lid que representa el sol. Les línies solars estan pintades de color ocre. Senyalen les hores i les mitges hores. A la capçalera, per damunt del sol s'hi pot llegir el lema o llegenda escrit en lletres majúscules pintades de color ocre, 'EL TEMPS PASSA, ENVELLIM, FEM VIA AL CEL, SANT LLORENCINS'. Tot el conjunt està emmarcat per una franja rectangular de 5 cm de gruix d'un color ocre molt pàl·lid.
Està declarat Bé cultural d'interès local. Consta en l'inventari dels rellotges de sol dels Països Catalans de la Societat Catalana de Gnomònica, amb el número 1475.

## El pi de la rectoria

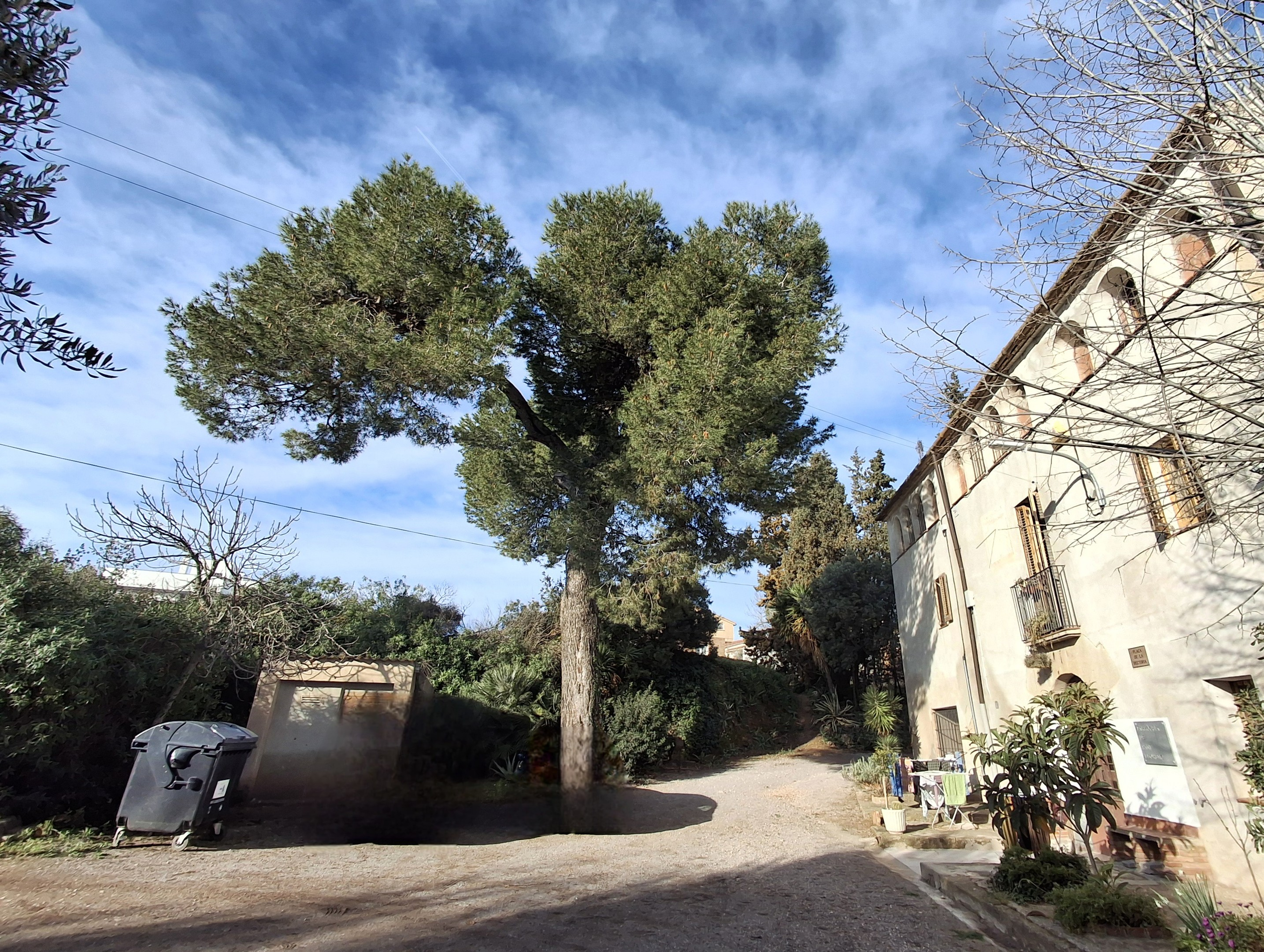
Pi de la rectoria

Enfront de la façana principal de la rectoria hi ha un pi pinyoner (Pinus pinea) de grans dimensions que s'inclina lleugerament. Mesura aproximadament uns 13 metres d'alçada. El va plantar Mossèn Miquel Riu i Pujol, rector de Sant Llorenç d'Hortons, l'any 1904, sembla que motivat perquè el dilluns Sant de l'any 1904, en el trajecte de retorn del salpàs de Ca l'Esteve de la Riera cap a Sant Llorenç, mossèn Miquel Riu va relliscar pel marge d'un torrent i el mossèn es va agafar instintivament al primer que va trobar. Entre els matolls que va agafar hi havia un petit pi. Com agraïment per haver-li salvat la vida el va plantar davant la rectoria, però com que tenia un parell d'anys, quan es va posar la placa es va posar la datat suposada de naixement del pi.
L'any 2002, en motiu del centenari d'aquest arbre singular, la parròquia va col·locar una placa en record d'aquest fet que diu el següent: 'Plantat per Mn. Miquel Riu i Pujol, rector. 1902-2002. La parròquia de Sant Llorenç n'ha fet memòria en l'any del centenari'.